# Mark Rocket
 (mai 2025).
Pour les articles homonymes, voir Rocket.
Mark Rocket (né Mark Stevens) est un entrepreneur et dirigeant néo-zélandais dans le domaine de l'aérospatiale, connu pour être le fondateur et PDG de Kea Aerospace. Il a été investisseur initial et codirecteur de Rocket Lab de 2007 à 2011. Rocket est sur le point de devenir le premier Néo-Zélandais à atteindre l'espace grâce à un vol suborbital avec Blue Origin lors de la mission New Shepard NS-32.

## Carrière
Mark Rocket a fondé deux entreprises Internet en 1998 et en a vendu une en 2006. Il a été investisseur initial dans Rocket Lab et codirecteur de l'entreprise de 2007 à 2011. En 2018, il a fondé Kea Aerospace, une entreprise développant des aéronefs stratosphériques à énergie solaire, dont il est le PDG. En 2025, il est président de l'Aerospace New Zealand.

## Vie personnelle
Rocket a changé son nom de famille de Stevens à Rocket en 2000. Cette année-là, il s'est fixé comme objectif personnel de devenir le premier Néo-Zélandais à atteindre l'espace. En 2006, il a acheté un billet pour un vol de Virgin Galactic prévu en 2008, qui devait l'emmener dans l'espace, mais il a vendu le billet après des retards. En 2025, Rocket a obtenu une place sur le vol suborbital NS-32 de Blue Origin, qui a eu lieu le 1er juin 2025, faisant de lui le premier Néo-Zélandais à atteindre l'espace,,.